# Doru

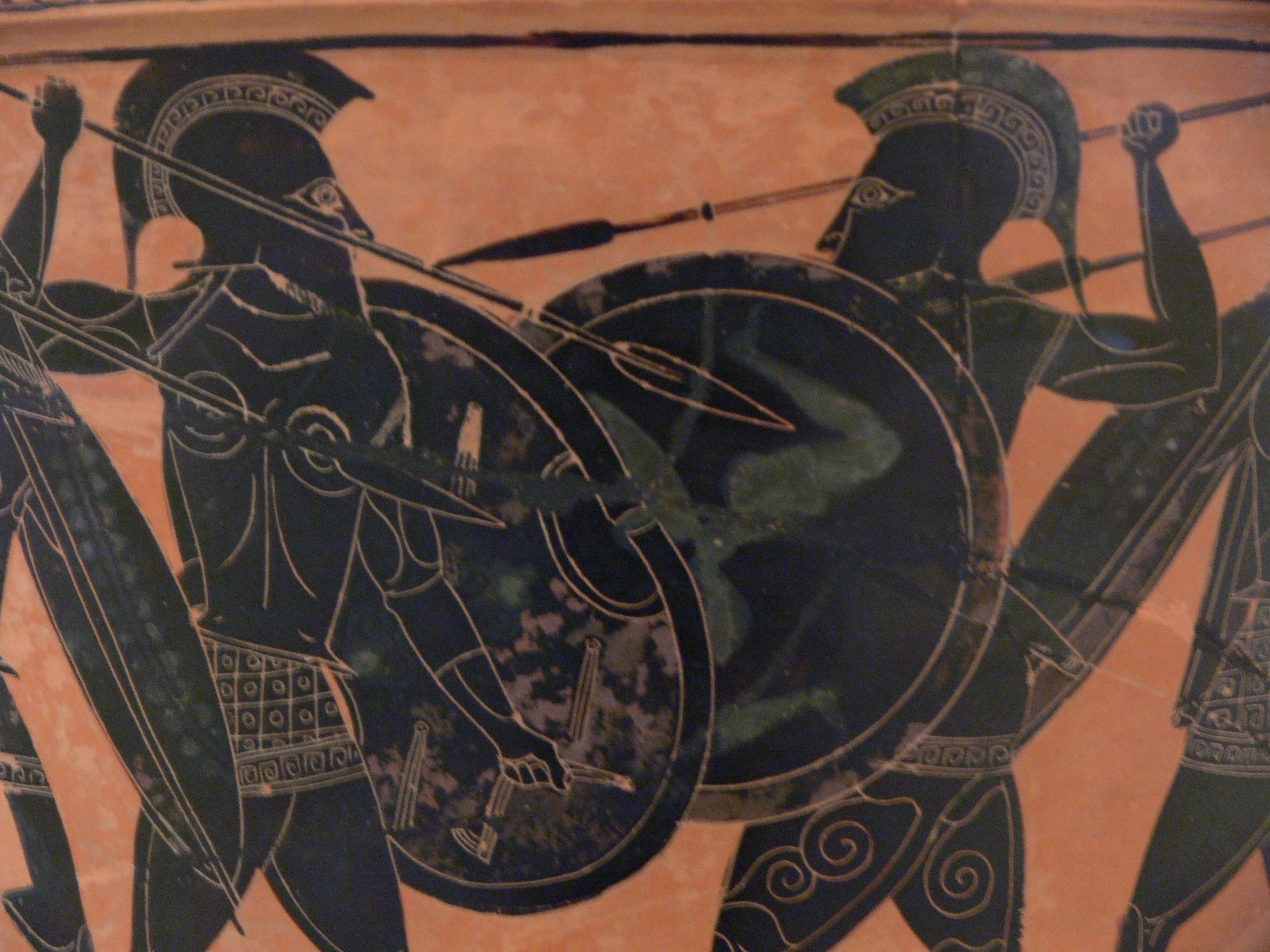
Hoplieten gewapend met elk een aspis en een doru.

Het doru (Oudgrieks: δορυ, mv. δορατα) was een lange stootspeer die door de oude Grieken gebruikt werd. Hij werd onder meer gebruikt tijdens de Perzische oorlogen en de Peloponnesische Oorlog. Ze werden ook nog gebruikt in het leger van Alexander de Grote, maar niet meer als belangrijkste wapen, want ze waren vervangen door langere sarissai.
Het doru is vooral gebruikt in de Griekse falanx. Door de lengte van de speer konden de tweede en derde rij hun speer over het schild (aspis) van de hopliet voor hen steken. 
Het doru was ongeveer 2-3 meter lang met een scherpe punt (αἰχμη, aichmè) gemaakt uit brons of ijzer. De schacht was normaal gezien gemaakt van essenhout. Op de onderkant van de speer was een piramidevormige, bronzen punt bevestigd. Deze werd ook wel 'hagedissenprikker' (σαυρωτήρ, sauroter) genoemd. Dit werd vooral gebruikt om de speer in de grond te steken of een gevallen vijand de genadestoot te geven.